# Utfiskning

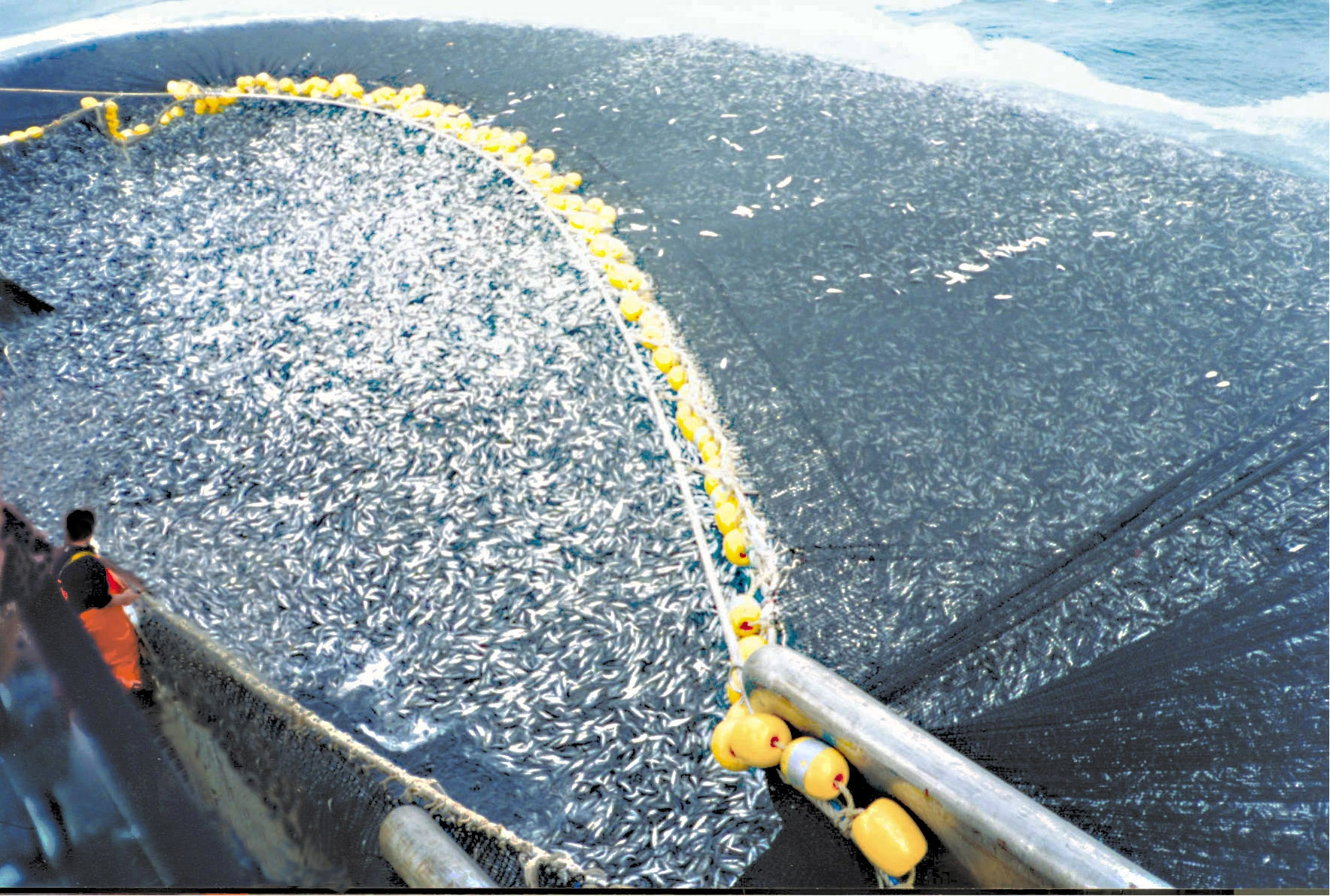
Närmare 400 ton Trachurus murphyi fångas in av ett chilenskt fiskefartyg.

Utfiskning beskriver miljöproblemet där fiske sker på högre skala än fiskbeståndens förmåga att reproducera beståndet i takt med fisket och därmed börjar kontinuerligt minska i antal. Kontinuerlig utfiskning leder till att fiskbestånd försvinner och resulterar i obalans inom ekosystemen. 
Begreppet används ofta när fiskbeståndet nästan försvunnit i ett område.

## Orsaker
Utfiskning beror på att det fiskas upp för mycket fisk. Begreppet innebär att fisken fiskas upp snabbare än den tillåts föröka sig, varpå den tar slut. Torsken är en av de utrotningshotade fiskarna i Östersjön.
Sedan 1950 har vi ökat våra fångster från 18 miljoner metriska ton till runt 100 miljoner metriska ton. Det är över en femdubbling på 50 år, detta har resulterat i att tre fjärdedelar av fiskeplatsernas yta i världen är eller hotas av att bli uttömda på fisk. Många större fiskar så som torsken har nästan blivit utrotade på grund av fiskeindustrins extrema tillväxt. De större fiskarna hinner inte reproducera sig och därför försvinner beståndet av arten i takt med att den blir fiskad i allt större kvoter.
Ålen och ålfisket har i Europa minskat under en längre tid. Rekryteringen från Atlanten minskade under 1980-talet till ca 10% av vad den hade varit. Under 2000-talet har rekryteringen minskat ytterligare. Fångsterna har minskat gradvis under senare delen av 1900-talet. Dessa trender är gemensamma över nästan hela utbredningsområdet. Orsakerna till beståndsminskningen är bland annat föroreningar, förlust av lämpliga uppväxtområden och överexploatering.